# Paralorelopsis bordoni
Paralorelopsis bordoni là một loài bọ cánh cứng trong họ Tenebrionidae. Loài này được G. Marcuzzi miêu tả khoa học đầu tiên năm 1994.